# زبیگنیف والریش
زبیگنیف والریش (لهستانی: Zbigniew Waleryś؛ زادهٔ ۴ اکتبر ۱۹۵۷) بازیگر اهل لهستان است.
از فیلم‌ها یا مجموعه‌های تلویزیونی که وی در آن‌ها نقش داشته است، می‌توان به فوگ، گوش آقای رئیس، تاج پادشاهان، هوس‌های امپراتور، کشیشان، ۱۹۸۳، لجن‌زار، وُلین، بدن، پدر متیو، ع چون عشق، در خوشی و سختی و عشق اول اشاره نمود.